# Sparasion gibber
Sparasion gibber är en stekelart som beskrevs av Kononova 2001. Sparasion gibber ingår i släktet Sparasion och familjen Scelionidae. Inga underarter finns listade i Catalogue of Life.